# Очаговая неврологическая симптоматика
Очаговая неврологическая симптоматика (очаговый неврологический дефицит) — термин, который обозначает неврологические симптомы, свойственные для местного поражения определённых структур центральной или периферической нервной системы. Очаговая неврологическая симптоматика во многих случаях сочетается с общемозговой симптоматикой, являющейся проявлением диффузного повреждения. Очаговая неврологическая симптоматика позволяет не только выявить наличие местного повреждения, но и осуществить топическую диагностику, то есть, достаточно достоверно определить область повреждения на основании знаний о нейроанатомии.
Очаговые неврологические симптомы характерны для целого ряда заболеваний, в том числе черепно-мозговой травмы, опухолей головного мозга, инсультов и др.

## Поражения коры головного мозга

### Поражение коры лобной доли

Красным выделена левая лобная доля

Поражение лобной доли обычно вовлекает моторную систему и может проявляться различными симптомами, в зависимости от того, какой отдел лобной доли затронут:
- шаткая походка (неустойчивость при ходьбе);
- ригидность мышц, затрудение пассивных движений в конечностях (гипертонус);
- паралич одной конечности (монопарез) или двух конечностей на одной стороне тела (гемипарез);
- паралич головы и движения глаз
- нарушение речи, при котором человеку трудно подобрать слова, синонимы, падежи, порядок звуков, грамматическое время, то есть моторная афазия (афазия Брока);
- фокальные эпилептиформные джексоновские приступы, то есть тонические или клонические судороги пальцев рук или ног, не сопровождающиеся потерей сознания;
- большие эпилептические или тонико-клонические припадки;
- появление «лобной психики», то есть изменений личности, таких как расторможенность, дурашливость (неуместная шутливость), беспричинная ярость, безынициативность и безразличие, апатия, акинетический мутизм («бодрствующая кома», при которой больной не говорит, не отвечает на вопросы и не вступает в контакт с окружающими при сохранении сознания), общая заторможенность, склонность к противообщественным поступкам (поджоги, нападения);
- «лобные знаки», то есть возвращение к примитивным рефлексам, таким как хоботковый, хватательный и ладонно-ротовой рефлекс;
- односторонняя потеря обоняния (аносмия).

### Поражение коры теменной доли

Красным выделена левая теменная доля

Поражение теменной доли проявляется нарушениями чувствительности и восприятия, в том числе:
- нарушение тактильной чувствительности;
- нарушение кинестезии, то есть постуральные ощущения (ощущение изменения положения тела в пространстве) и ощущение пассивного движения;
- синдромы чувственного и зрительного пренебрежения, то есть неспособность обращать внимание на вещи в определённых частях чувственной или пространственной среды человека, в крайней форме это может быть «отказ от конечности»;
- потеря способности читать, писать или считать (дислексия, дисграфия, дискалькулия);
- потеря способности найти определённое место (географическая агнозия);
- потеря способности распознания знакомых предметов при их ощупывании с закрытыми глазами (астереогнозия — вид тактильной агнозии).

### Поражение коры височной доли

Красным выделена левая височная доля

Признаки повреждения височной доли проявляются дефектами слухового восприятия, судорожным синдромом, галлюцинациями и пр., в частности, может наблюдаться: 
- глухота без повреждения структур уха (корковая глухота);
- шум в ушах, слуховые галлюцинации;
- потеря способности понимать музыку или язык — сенсорная афазия или афазия Вернике;
- амнезия (потеря долговременной и/или кратковременной памяти);
- другие нарушения памяти, такие как дежавю;
- сложные мультимодальные галлюцинации;
- сложные парциальные припадки (височная эпилепсия).

### Поражение коры затылочной доли

Красным выделена левая затылочная доля

При повреждениях затылочной доли обычно страдает корковый отдел зрительного анализатора, о чём могут свидетельствовать:
- полная потеря зрения (корковая слепота);
- потеря зрения с отрицанием потери (синдром Антон-Бабинского);
- выпадение восприятия одноимённых правых или левых половин поля зрения (гомонимная гемианопсия);
- зрительная агнозия — неспособность узнавать знакомые предметы, цвета или лица;
- зрительные иллюзии, такие как микропсия (объекты кажутся меньше) и макропсия (объекты кажутся больше);
- зрительные галлюцинации, отображающиеся элементарными формами, такими как зигзаги и вспышки в одной половине поля зрения для каждого глаза отдельно; их следует отличать от височных зрительных галлюцинаций, которые отображают сложные формы и заполняют всё поле зрения.

## Поражение экстрапирамидной нервной системы

### Поражение мозжечка
Поражения мозжечка обычно влекут нарушение баланса и координации движений, они могут быть представлены следующими симптомами:
- атаксия — шаткие и неуклюжие движения конечностей или туловища;
- неспособность координировать мелкую моторику (тремор, неудовлетворительная пальценосовая проба);
- дисдиадохокинезия — неспособность выполнять быстрые чередующиеся движения, например быстро сгибать и разгибать пальцы, произвольные движения глаз затормаживаются в крайних положениях и приводят к пилообразным движениям (нистагм).

## Поражение лимбической системы

Красным выделена левая половина лимбической системы

Повреждения лимбической системы включают в себя потерю или нарушения памяти, они могут проявляться следующими симптомами:
- потеря или спутанность долговременной памяти до фокальной нейропатии (ретроградная амнезия);
- невозможность формировать новые воспоминания (антероградная амнезия);
- потеря или снижение эмоциональности (апатия);
- потеря обоняния (аносмия);
- потеря способности принимать решения и обучаться новым навыкам.

## Поражение ствола головного мозга
Признаки повреждения ствола мозга могут проявляться сочетанием разнообразных сенсорных и моторных нарушений, в зависимости от того, волокна каких путей и ядра каких черепных нервов затронуты. Чаще всего повреждения ствола мозга характеризуются нарушением или полной утратой стволовых рефлексов (дыхание, глотание, чихание и др.).

## Поражение спинного мозга
Признаком поражения спинного мозга является односторонний паралич с контралатеральной (то есть на противоположной стороне) потерей болевой чувствительности.